# Ben Cabango
Benjamin Cabango (Cardiff, 30 de mayo de 2000) es un futbolista británico que juega en la demarcación de defensa para el Swansea City A. F. C. de la EFL Championship de Inglaterra.

## Selección nacional
Tras jugar con la selección de fútbol sub-17 de Gales, la sub-19 y la sub-21 hizo su debut con la selección de fútbol de Gales el 3 de septiembre de 2020 en un partido de Liga de Naciones de la UEFA contra Finlandia que finalizó con un resultado de 0-1 tras el gol de Kieffer Moore.

## Clubes
| Club                          | País  | Año       | Partidos | Goles |
| ----------------------------- | ----- | --------- | -------- | ----- |
| The New Saints F. C. (cedido) | Gales | 2018-2019 | 25       | 1     |
| Swansea City A. F. C.         | Gales | 2019-     | 229      | 11    |